# Saint-Aoustrille
Saint-Aoustrille – miejscowość i gmina we Francji, w Regionie Centralnym, w departamencie Indre. Nazwa miejscowości pochodzi od imienia św. Austregizyla. 
Według danych na rok 1990 gminę zamieszkiwało 181 osób, a gęstość zaludnienia wynosiła 9 osób/km² (wśród 1842 gmin Regionu Centralnego Saint-Aoustrille plasuje się na 958. miejscu pod względem liczby ludności, natomiast pod względem powierzchni na miejscu 657.).